# Shriya Pilgaonkar
Shriya Pilgaonkar (Bombay, 25 april 1989) is een Indiase filmactrice, regisseur en producent. Ze is de dochter van acteurs Sachin en Supriya Pilgaonkar.

## Filmografie

### Televisie
| Jaar | Programma     | Rol             | Notitie           |
| ---- | ------------- | --------------- | ----------------- |
| 2015 | Stupid Cupid  | Ishanvi         | MTV               |
| 2018 | 13 Mussoorie  | Aditi Bisht     | webserie          |
| 2018 | Mirzapur      | Sweety          | Prime Video serie |
| 2019 | Beecham House | Chanchal        | Netflix serie     |
| 2020 | The Gone Game | Suhani Gujral   | Miniserie         |
| 2020 | Crackdown     | Divya Shirodkar | webserie          |

### Films
| Jaar | Film               | Rol       | Notitie            |
| ---- | ------------------ | --------- | ------------------ |
| 2010 | Chal Chaliye       | Shreya    | korte Hindi film   |
| 2013 | Ekulti Ek          | Swara     | Marathi film       |
| 2015 | Un plus une        | Ayanna    | Franse film        |
| 2016 | Fan                | Neha      | Hindi film         |
| 2017 | Jai Mata Di        | Anu       | korte Hindi film   |
| 2019 | House Arrest       | Saira     | Hindi Netflix film |
| 2020 | Bhangra Paa Le     | Nimmo     | Hindi film         |
| 2021 | Kaadan             | Arundhati | Tamil              |
| 2021 | Aranya             | Arundhati | Telugu             |
| 2021 | Haathi Mere Saathi | Arundhati | Hindi              |